# Håkan Serner
John Gunnar Håkan Serner (født 1. september 1933 i Malmø, død 25. oktober 1984 i Stockholm) var en svensk skuespiller. Han huskes blandt andet fra tv-serier som Mumidalen og Den hvide sten samt film som Dunderklumpen! (1974) og Manden på taget (1976).

## Liv og karriere
Håkan Serner var søn af lektor Arvid Serner (1890-1940) og hans hustru Karin (1897-1974). Han var nevø til Frank Heller, bror til Uncas Serner og onkel til dennes datter, Anna Serner. Fra han var seks år gammel boede familien i Stockholm.
Efter studentereksamen gik Serner på Gösta Terserus teaterskole fra 1952 til 1953 og var derefter aktiv på forskellige teatre, inden han i 1960 blev ansat ved Stockholms stadsteater. Dette teater var Serner tilknyttet med undtagelse i perioden 1967 til 1968, da han fik stilling ved Norrbottensteatern i Luleå.
Håkan Serner optrådte også i en lang række film og tv-serier. Han lavede blandt andet oplæsninger af børnebøger, herunder Peter Plys og Vinden i Piletræerne. I 1977 blev han tildelt en Guldbagge for sine præstationer i Manden på taget (1976) og Bang! (1977).

## Privatliv
Serner var gift tre gange og fik fire børn. Han var første gang gift med Gunilla Rönnow (1932-2020) fra 1956 til 1961 og anden gang med Anneli Helenius fra 1962 til 1965. Fra 1969 og frem til sin død var han gift med Annette Gjörup (1935-2001), der kom fra Danmark. Hun var datter af virksomhedsleder Jens Bøgelund og hans hustru Gudrun.
Serner havde to sønner fra sit første ægteskab og en søn fra sit tredje ægteskab. Sangerinden Malin Gjörup (1964-2020) var ligeledes datter af hans tredje kone, der omkom i en bilulykke i 2001.

## Død
Serner begik selvmord ved at hænge sig den 25. oktober 1984. Dette skete efter en længere periode med depression. Tv-filmen Skuggan av Henry, der blev sendt året efter, var hans sidste filmrolle.  
Håkan Serner ligger begravet på Djursholms begravningsplats i Danderyds kommun.

## Udvalgt filmografi
- Filmen om Marianne (1953)
- Fartfeber (1953)
- Op med moralen (1958, ukrediteret)
- Tyvernes glade dage (1958)
- Raggare! (1959)
- Kære John (1964)
- Bil-professoren (1965)
- Kys og kram (1967)
- Het snö (1968)
- Som nat og dag (1969)
- Mig og dig (1969)
- Pippi Langstrømpe på de syv have (1970)
- Æblekrigen (1971)
- Smoke (1971)
- Mumidalen (animeret tv-serie, 1973)
- Den hvide sten (tv-serie, 1973)
- Dunderklumpen! (1974)
- Ungkarlshotellet (1975)
- Hallo baby (1976)
- Manden på taget (1976)
- Bang! (1977)
- Rasmus på farten (1981)
- Manden fra Mallorca (1984)
- Skuggan av Henry (tv-film, 1985)